# Arnis Rumbenieks
Arnis Rumbenieks (ur. 4 kwietnia 1988 roku w Valmierze) – łotewski chodziarz, olimpijczyk, uczestnik Letnich Igrzysk Olimpijskich w Londynie (2012) i Rio de Janeiro (2016).

## Kariera

### Osiągnięcia
| Rok  | Impreza            | Miejsce                  | Pozycja     | Dystans | Czas     |
| ---- | ------------------ | ------------------------ | ----------- | ------- | -------- |
| 2010 | Mistrzostwa Europy | Barcelona, Hiszpania     | 23. miejsce | 20 km   | 01:30:50 |
| 2012 | Olimpiada          | Londyn, Wielka Brytania  | 45. miejsce | 20 km   | 01:26:26 |
| 2013 | Mistrzostwa świata | Moskwa, Rosja            | 42. miejsce | 20 km   | 01:29:13 |
| 2016 | Olimpiada          | Rio de Janeiro, Brazylia | 37. miejsce | 50 km   | 4:08:28  |

### Rekordy życiowe
| Dystans         | Czas       | Miejsce   | Data       |
| --------------- | ---------- | --------- | ---------- |
| Maraton         | 2:38:07    | Valmiera  | 19.09.2010 |
| 5000m .         | 19:59.67   | Ryga      | 28.01.2012 |
| 10,000m         | 40:23.2h   | Valga     | 06.06.2009 |
| chód na 10km    | 42:07      | Birstonas | 25.04.2015 |
| chód na 20,000m | 1:32:13.48 | Liepaja   | 08.07.2012 |
| 20km            | 1:24:18    | Alytus    | 01.06.2012 |
| chód na 50km    | 3:57:09    | Olita     | 19.05.2019 |

## Źródła
- https://www.olympic.org/arnis-rumbenieks
- http://www.all-athletics.com/node/57490
- https://web.archive.org/web/20170226003712/http://ocventspils.lv/lv/sportisti/arnis-rumbenieks